# Friedrich Anders
Friedrich Anders (4 de novembro de 1917 - 7 de março de 1988) foi um oficial alemão que serviu na  durante a Segunda Guerra Mundial. Foi condecorado com a Cruz de Cavaleiro da Cruz de Ferro.